# Karl Johann Jakob Schultheß
Karl Johann Jakob Schultheß, auch Carl Johann Jakob Schulthess (* 21. Februar 1775 in Neuchâtel; † 20. April 1855, anderes Datum 20. April 1854, in Zürich) war ein Schweizer Maler.

## Leben
Karl Johann Jakob Schultheß war der Sohn des deutschen Pfarrers Johann Kaspar Schultheß (1744–1816) aus Zürich und dessen Ehefrau Susette Judith (1744–1818), Tochter des Kaufmanns Abraham Motta aus Neuchâtel. Sein Vater, der einen aufwendigen Haushalt führte, verarmte durch verschiedene Umstände 1778, wie kurz zuvor sein Schwiegervater, und musste als Pfarrer einer Hugenottengemeinde im südlichen Frankreich seine Existenz bestreiten. Seine Mutter, die aus einer wohlhabenden Kaufmannsfamilie stammte, konnte mit Karl Johann Jakob und einem jüngeren Kind bei ihrer Familie, die sich auf ihren Besitz La Prise im Val de Travers zurückgezogen hatten, unterkommen; seine Tante Anna war mit Johann Heinrich Pestalozzi verheiratet, mit dem er auch in Briefkontakt stand. Seine Brüder waren:
- Georg Kaspar Schultheß (1770–1800), Kaufmann, ging im Herbst 1794 nach Philadelphia und verstarb auf Kuba[3];
- August Schultheß (1785–1846), Mineralwasserfabrikant und von 1811 bis 1842 Münzprüfer[4].

Nachdem sein Vater 1781 eine Lehrerstelle an der neuen Kunstschule in Zürich erhalten hatte, zogen seine Eltern dorthin. Hier entstand auch eine tiefe lebenslange Freundschaft mit Kaspar David Hardmeyer (1772–1832).
1790 verliess sein Vater Zürich wieder, um nach dem Tod seiner Schwiegermutter das Landgut La Prise zu übernehmen und zu bewirtschaften. In dieser Zeit erlernte Karl Johann Jakob Schultheß Zeichnen, Mathematik und landwirtschaftliches Arbeiten. Nach seiner Konfirmation besuchte er die Schule in Neuchâtel. Im Briefverkehr teilte er seinem Bruder mit, dass er gerne Kaufmann werden möchte. Dieser riet ihm allerdings davon ab, weil er für diesen Beruf nicht geschaffen sei; er solle sich vielmehr zum Lehrer ausbilden lassen. Hierzu hatte ihm auch Kaspar David Hardmeyer geraten.
Sein Vater, der das sehr ausgedehnte Gut nicht erfolgreich bewirtschaften konnte, verkaufte das Landgut und wurde 1793 durch den Rat der Stadt Zürich zum Pfarrer in Dägerfelden gewählt.
Nach Beendigung der Schule wurde er 1793 in Neuchâtel als Lehrer im Institut Droz angestellt und unterrichtete in der Elementarklasse Mathematik, Geschichte, Geographie und Zeichnen. Droz hatte ihm versprochen, sich um eine Hofmeisterstelle im Ausland zu kümmern, allerdings hielt er sein Wort jahrelang nicht, so dass Karl Johann Jakob Schultheß sich an seinen Jugendfreund Hardmeyer, der inzwischen als Pfarrer in Bayreuth tätig war, wandte. Dieser riet ihm, Neuchâtel zu verlassen und zu ihm nach Bayreuth zu reisen, er werde ihn dann in seinem Haushalt aufnehmen. Im September 1796 trat er zu Fuss die Reise nach Bayreuth an, bis er im September 1797 eine Hofmeisterstelle in Dresden annahm. Nach kurzer Zeit gab er die Stelle bereits wieder auf und widmete sich in Dresden Kunststudien; seinen Unterhalt bestritt er durch Miniaturmalerei. Einige Zeit wurde in beim Hofmaler Anton Graff in der Ölmalerei ausgebildet und hielt sich abwechselnd in Dresden, Regensburg und Bayreuth auf.
1799 war er Teilnehmer an der Preisaufgabe für bildende Künstler in Weimar.
1800 ging er nach Paris, besuchte Jacques-Louis David und legte diesem einige Arbeiten vor, von denen dieser auch einige kaufen wollte, die er dann jedoch als Geschenk erhielt. Im Gegenzug erhielt Karl Johann Jakob Schultheß das Angebot, unentgeltlich die Zeichenschule von David zu besuchen.
1802 konnte er zwei Landsleute, Hans Jakob Oeri aus Zürich und David Sulzer aus Winterthur bei David vorstellen, die darauf ebenfalls in der Schule aufgenommen wurden.
Gemeinsam mit den Brüdern Oeri verliess er 1807 Paris und reiste über Lyon, Genf und Yverdon, wo sie bei Pestalozzi Aufnahme fanden, in die Schweiz nach Neuchâtel zu seinen Eltern, zurück. Er beschäftigte sich nun mit dem Erstellen von Porträts in Öl und Kreide und gab, nachdem er 1811 als Zeichenlehrer an die Bürgerschule in Zürich berufen wurde, dort bis 1833 Unterricht.
1823 zeichnete er einen Entwurf für ein Denkmal für Hans Konrad Escher, das jedoch nie umgesetzt wurde. 1833 entwarf er vermutlich auch das Motiv für das Siegel der neugegründeten Universität Zürich, das von Friedrich Aberli (1800–1872) gestochen wurde.
Karl Johann Jakob Schultheß heiratete 1825 und hatte eine Tochter.

### Ausstellungen
Vom 8. November bis 23. Dezember 2017 und vom 3. Januar bis 21. Januar 2018 fand in der Graphischen Sammlung der ETH Zürich die Ausstellung Zeichenunterricht – Von der Künstlerausbildung zur ästhetischen Erziehung seit 1500 statt, in der unter anderem vier gerahmte Zeichenvorlagen aus dem Unterricht von Karl Johann Jakob Schultheß um 1800 ausgestellt, sowie originale Mal- und Zeichenutensilien aus dem Besitz des Künstlers vorgestellt wurden.

## Mitgliedschaften
- 1807 wurde er Mitglied der Zürcher Kunstgesellschaft.

## Werke (Auswahl)
- Hans Conrad Escher von der Linth. Radierung 1827.[12]
- Justitia mit Schwert und Waage. Radierung 1828.[13]
- Dr. Ioh. Bodmer. Porträt.[14]